# Гёртц, Эббе
Эббе Гёртц (дат. Ebbe Gørtz; 3 июля 1886, Хельсингёр — 30 апреля 1976) — датский военный, генерал-лейтенант.
В 1937—1941 годах начальник штаба датской армии. В 1941 году — командир Ютландской дивизии, главнокомандующий Центрального командования.
После расформирования датской армии в 1943 году уволен.
После войны занимал высшие посты в датской армии: директор Военного министерства (1945—1946), главнокомандующий вооружёнными силами (1950—1951).